# Theodore Hesburgh
Theodore Martin Hesburgh, né le 25 mai 1917 à Syracuse et mort le 26 février 2015 à Notre Dame, est un prêtre américain de la Congrégation de Sainte-Croix.
Il a été le 15e président de l'université Notre-Dame-du-Lac de 1952 à 1987.